# UTC−10:30
UTC-10:30 — позначення для відмінних від UTC часових зон на — 10 годин 30 хвилин. Іноді також вживається поняття «часовий пояс UTC-10:30». Такий час використовувався раніше на Гаваях та на Островах Кука.

## Використання
зараз не використовується

## Історія використання
Час UTC-10:30 використовувався:

### Як стандартний час
- США — част.:
  - Гаваї (1 січня 1900 — 7 червня 1947)
- Нова Зеландія — част.:
  -  Острови Кука (1 січня 1901 — 11 листопада 1978)

### Як літній час
Ніде не використовувався